# 中国财政学会
中国财政学会是中华人民共和国财政研究工作者组成的全国性、学术性、非营利性社会团体，1980年1月在广东省佛山市成立。